# Buddismo in Asia centrale
Il buddismo in Asia centrale si riferisce alle forme buddhiste monastiche esistenti nella regione geografica presa in considerazione, le quali furono storicamente particolarmente diffuse lungo il percorso denominato "Via della seta". La vicenda storica si dipana ed è strettamente correlata alla trasmissione del Dharma in tale territorio soprattutto durante il primo millennio dell'era volgare.

## Storia

### Gruppi monastici
Un certo numero delle prime scuole buddhiste antiche (il Buddismo dei Nikāya) rimasero storicamente prevalenti praticamente in tutta l'Asia centrale. Alcuni studiosi del periodo distinguono tre distinte fasi principali delle attività missionarie entrate in scena nella storia del buddismo nella regione; queste vengono pertanto associate alle seguenti scuole o "sette" (in ordine rigorosamente cronologico):
1. Dharmaguptaka
2. Sarvāstivāda
3. Mūlasarvāstivāda

Il Dharmaguptaka compì più sforzi di qualsiasi altro raggruppamento nel tentativo di diffondere l'insegnamento di Gautama Buddha al di fuori dal subcontinente indiano, quindi inizialmente in aree come l'Afghanistan, l'Asia centrale e la Cina, riuscendo - nel farlo - ad ottenere un notevole successo.
Pertanto la maggior parte dei paesi che hanno in seguito adottato il buddismo cinese, hanno conseguentemente anche adottato il Dharmaguptaka vinaya e il lignaggio di ordinazione per bhikṣus e bhikṣuṇīs (Bhikkhu e Bhikkhunī)
appartenenti al Sangha). Secondo il ricercatore di indologia Anthony Kennedy Warder in qualche modo in quei paesi dell'Asia orientale la setta Dharmaguptaka può venire benissimo considerata come sopravvissuta fino all'epoca presente. Warder inoltre scrive:
Nel corso del VII secolo Yìjìng raggruppò il Mahīśāsaka, il Dharmaguptaka e il Kāśyapīya insieme come sottosezioni del Sarvāstivāda e dichiarò che questi tre non erano prevalenti nelle "cinque parti dell'India", ma si trovavano altresì in alcune ampie zone di Oḍḍiyāna, KHotan e Kucha.

### Buddismo greco
Il buddismo in Asia centrale ebbe il suo inizio con il sincretismo tra la filosofia greca classica occidentale e il buddismo originale indiano nei regni ellenistici che successero all'impero creato da Alessandro Magno (il Regno greco-battriano 250 a.ev-125 ev e Regno indo-greco 180 a.ev - 10 ev) i quali abbracciavano grosso modo gli odierni Afghanistan, Uzbekistan e Tagikistan; ma anche a Dayuan.
L'impero Kusana a seguire adottò l'alfabeto greco (o "lingua battriana"), le forme architettoniche e la monetazione dell'arte greco-buddhista oltre che la religione greco-buddhista sorta e sviluppata in tali regni ellenistici.
Le prime rappresentazioni antropomorfiche del Buddha stesso sono spesso considerate un risultato dell'interazione greco-buddista. Prima di questa innovazione l'arte buddista era rimasta prettamente "aniconica" (priva totalmente di immagini): il Buddha era cioè rappresentato solo attraverso i suoi simboli maggiormente peculiari (un trono vuoto, l'albero della Bodhi, le orme del Buddha, la Dharmacakra).
Una tale riluttanza verso le rappresentazioni antropomorfiche del fondatore e lo sviluppo sofisticato di simboli aniconici per evitarlo (anche nelle scene narrative in cui appaiono altre figure umane), sembra essere collegata a uno dei detti del Buddha stesso, riportato nel testo intitolato Digha Nikaya, ovvero che sarebbe stato assai meglio scoraggiare le rappresentazioni di se stesso dopo l'estinzione nel Nirvana del proprio corpo.
Con molta probabilità non sentendosi legati da queste restrizioni essenzialmente estranee al loro modo di intendere la cultura e la religiosità e per "il loro culto della forma, i greci furono i primi a tentare una rappresentazione scultorea del Buddha".
In molte parti del mondo antico i Greci svilupparono con estrema facilità divinità sincretiche, che potrebbero diventare un comune interesse religioso per popolazioni con una tradizione differente: un esempio ben noto è la raffigurazione divina di Serapide, introdotta da Tolomeo I Soter nell'Egitto tolemaico, la quale combinava gli aspetti di Divinità greche ed egizie. Anche in India era naturale per i greci creare un'unica divinità comune combinando l'immagine di un dio-re greco (il dio solare Apollo, o forse il fondatore deificato del regno indo-greco, Demetrio I di Battria), con gli attributi tradizionali delle caratteristiche fisiche del Buddha.
Molti degli elementi stilistici di queste prime rappresentazioni indicano chiaramente l'influenza greca: l'Himation greca (una leggera veste ondulata del tutto similare alla toga che copre entrambe le spalle: i caratteri buddhisti sono sempre rappresentati con un indumento dhoti prima di questa innovazione), l'alone, la posizione di chiasmo delle figure rette (vedi: Gandhara in piedi del I-II secolo), i capelli ricci e il nodo stilizzato mediterraneo che apparentemente derivano dallo stile dell'Apollo del Belvedere (330 a.ev); poi la qualità misurata dei volti, tutti resi con un forte realismo artistico (Vedi l'arte ellenistica).
Alcuni dei Buddha in piedi (come quello raffigurato) sono stati scolpiti usando la specifica tecnica greca di fare le mani e talvolta anche i piedi in marmo così da aumentarne l'effetto realistico, mentre il resto del corpo in un altro materiale. Foucher considerava in particolare i Buddha ellenistici come "il più bello, e probabilmente il più antico dei Buddha", assegnandoli al I° secolo a.ev e facendoli il punto di partenza delle rappresentazioni antropomorfiche del Buddha

### Impero Kushan
All'inizio della dinastia Kushan (circa 30 d.C.), vari sistemi religiosi si erano oramai diffusamente espansi in tutta l'Asia centrale; essi includevano il culto di Anahit (originario dell'Armenia); lo Zoroastrismo, compresi i culti di Mitra, Ahura Mazdā, Verethragna e (specialmente in Corasmia e Sogdiana) Siyâvash, così come il pantheon degli Olimpi, tra cui Zeus ed Elio.
Secondo le cronache cinesi contemporanee il buddismo entrò per la prima volta in Cina nel 147 ad opera dei Kushan (che erano conosciuti in loco da un vecchio esonimo cinese: il Grande Yuezhi) e il lavoro svolto dai loro missionari portò la nuova fede ad essere adottata come religione ufficiale della corte reale dell'Imperatore cinese Huan Huan-di (il cui regno va dal 146 al 168).
Verso la metà del II secolo l'impero Kushan sotto Kanishka si ampliò in Asia centrale ed arrivò quindi a prendere il controllo di Kashgar, Khotan e Yarkand, nel bacino del Tarim nell'odierna regione di Xinjiang. Di conseguenza gli scambi culturali aumentarono in una maniera decisamente notevole e i missionari buddhisti centro-asiatici divennero attivi poco dopo nelle capitali cinesi di Luoyang e talvolta anche a Nanchino, là ove si distinsero in particolare per il loro lavoro di traduzione. Promossero sia le scritture Hīnayāna che quelle derivanti dal buddismo Mahāyāna.
I seguaci del buddismo erano stati nel frattempo banditi dalla Persia nei secoli 2° e 3°; ma trovarono un forte sostegno e base d'appoggio proprio in Asia centrale, dove l'insegnamento del "Maestro Gautama" divenne ampiamente praticato.
Durante i moderni scavi archeologici a Khorezm (tra cui Bazaar-Kala, Gyaur-Kala, Gyaz-Kala), Sogd (Tali-barzu, Zohak-i-Maron, Er-Kurgan e altri) e Old Termez è stato scoperto che molti degli insediamenti e fortini risaliva per lo più esattamente al periodo Kushan. Tuttavia il più ampio numero di tracce della cultura buddhista durante tale periodo fu trovato in Takhar (precedentemente Tukhara/Tokharistan), nel territorio dell'Afghanistan moderno.

### Khotan
L'antico regno di Khotan fu uno dei primi Stati buddhisti del mondo e un ponte culturale attraverso il quale la cultura e l'apprendimento buddhisti venivano trasmessi direttamente dall'India verso la Cina. La sua capitale era situata ad Ovest della moderna città di Hotan. Gli abitanti, come quelli dei primi Kashgar e Yarkand, parlavano la lingua saka iraniana.
Le prove disponibili indicano che le prime missioni buddhiste a Khotan vennero avviate dalla scuola Dharmaguptaka:
Già nel terzo secolo sembra che alcuni testi del Mahāyāna fossero ben conosciuti in Khotan, come riportato dal monaco cinese Zhu Shixing 朱士 行 (morto dopo il 282):
Quando Fǎxiǎn viaggiò attraverso Khotan registrò che praticamente tutti i cittadini residenti erano divenuti buddhisti. Secondo i suoi resoconti vi si potevano trovare ben 14 monasteri principali e soggiornò presso il più importante di questi, il monastero di Gomatī, che ospitava 3000 monaci Mahāyāna.
Quando Xuánzàng in seguito viaggiò attraverso Khotan nel VII secolo scrisse che il re uscì per salutarlo personalmente al confine del regno. Fu scortato nella capitale e quivi alloggiato in un monastero della scuola Sarvāstivāda. Xuanzang riporta che vi erano circa 100 monasteri a Khotan, che ospitano un totale di 5000 monaci che avevano studiato - o che stavano per farlo - il Mahāyāna.
Un manoscritto in tibetano classico chiamato Gli Annali Religiosi di Khotan è stato trovato a Dunhuang e potrebbe verosimilmente datare a un qualche decennio dell'VIII secolo. Esso descrive l'apparizione iniziale del buddismo in Khotan, incluse le otto principali divinità tutelari, i "bodhisattva auto-originari" del paese, oltre che una descrizione dei principali principi dello Śrāvakayāna e del Mahāyāna, anche se a quest'ultimo viene data la preminenza. Gli Śrāvaka sono rappresentati come entranti nel Dharma attraverso le Quattro nobili verità; mentre i bodhisattva Mahāyāna come entrati attraverso la non concettualizzazione e il Śūraṅgama Samādhi.
Dopo l'estinzione della dinastia Tang Khotan formò un'alleanza con i governanti di Dunhuang, con cui godeva di stretti rapporti con il centro buddista sito a Dunhuang: la famiglia reale khotanese si sposava con le élite del posto, visitava e frequentava il complesso del tempio buddhista e donava denaro per far dipingere i loro ritratti sulle pareti delle grotte di Mogao. Nel corso del X secolo i ritratti reali khotanesi furono dipinti in associazione con un numero crescente di divinità nelle caverne.
La dinastia indigena di Khotan (tutti i cui nomi reali sono di origine indiana) governava una fervida Città-Stato buddista che vantava circa 400 templi nel tardo IX/inizio X secolo; all'incirca quattro volte il numero registrato da Xuanzang intorno all'anno 630. Il regno buddhista era indipendente, ma si trovava comunque ad intermittenza sotto il controllo cinese durante la dinastia Han prima e Tang poi.

### Shanshan
Il buddismo era noto per essere prevalente nel reame di Shanshan. Un'iscrizione nella scrittura Kharoshthi fu trovata nel sito archeologico di Endere, originariamente redatta intorno alla metà del III secolo; questa descrive il re di Shanshan come seguace del buddismo Mahāyāna - uno che si è "esposto nel Grande veicolo". Il re a cui esso si riferisce era con tutta probabilità Aṃgoka, che era all'epoca il sovrano più potente di Shanshan. Secondo Richard Salomon ci sono tutte le ragioni per credere che il buddismo Mahāyāna fosse prominente a Shanshan in quel periodo e godesse addirittura del mecenatismo reale.
Altre prove dell'adozione ufficiale del buddismo Mahāyāna a Shanshan sono riportate in una lettera iscritta in legno che risale a diversi decenni dopo; descrive il Grande Cozbo Ṣamasena come uno che è "amato da uomini e divinità, onorato da uomini e dei, benedetto con un buon nome, che si è esposto nel Mahāyāna".

### Buddismo iraniano
Parti del regno indo-greco buddhista (180 a.C. - 10 d.C.) e il suo successore, l'impero buddista di Kushan (30 - 375), in particolare Balkh, erano - e rimangono tuttora - di lingue iraniche. Il famoso monastero buddista di Balkh, noto come Nava Vihara ("Nuovo monastero"), funse da centro per l'apprendimento del Dharma nell'area dell'Asia centrale per secoli. Poco dopo che la dinastia persiana dei Sasanidi cadde sotto la dominazione musulmana (nel 651), anche a Balkh accadde la stessa cosa (nel 663), ma il monastero continuò a funzionare con una relativa regolarità per almeno un altro secolo.
Nel 715, dopo che un'insurrezione a Balkh fu schiacciata dal califfato degli Abbasidi, molti monaci persiani fuggirono verso Est lungo la "Via della seta" fino al regno buddhista di Khotan, che parlò con una lingua iraniana orientale collegata, e poi in Cina. Abū Rayḥān Al-Biruni, uno studioso e scrittore persiano al servizio dei Ghaznavidi, riferì che intorno all'inizio del X secolo i monasteri della Battria, tra cui Nava Vihara, erano ancora funzionanti e decorati con affreschi del Buddha.
Diversi monaci iranici, tra cui Ān Shìgāo e Bodhidharma, ebbero un ruolo chiave nella trasmissione dell'insegnamento lungo la "Via della seta" e nell'introduzione del buddismo cinese. An Shigao (cinese: 安世高), 148 - 180) fu il primo traduttore conosciuto di testi buddhisti indiani in lingua cinese. Secondo la leggenda egli era un principe della Partia, soprannominato il "Marchese partico", che rinunciò alla sua pretesa al trono reale per servire come monaco missionario itinerante in terra cinese.
Bodhidharma, il fondatore del buddismo Chán, che in seguito divenne il buddismo Zen del buddismo giapponese, ed il leggendario autore dell'allenamento fisico dei monaci in Shàolín-sì che portò alla creazione delle arti marziali cinesi Shaolinquan, è descritto come un monaco di origine iraniana nel primo riferimento cinese fatto a lui (Yan Xuan-Zhi, nel 547). In tutta l'arte buddhista Bodhidharma è raffigurato come un barbaro abbondantemente barbuto e con gli occhi spalancati e viene chiamato "Il barbaro dagli occhi azzurri" (碧眼 胡: Bìyǎn hú) nei coevi testi Chan.
Gli amministratori ereditari di Nava Vihara, i Barmecidi iranici, si convertirono all'islam dopo la conquista del monastero e divennero potenti visir sotto i califfi Abbasidi di Baghdad. L'ultimo visir della linea familiare, Ja'far ibn Yahya al-Barmaki, è il protagonista in molti racconti de Le mille e una notte. Nelle narrazioni e nella cultura popolari Jafar - o Aladino - è stato associato a una conoscenza della mistica, della magia e delle tradizioni che si trovano fuori dal regno dell'Islam. Tali tradizioni di misticismo e sincretismo continuarono ancora per un certo periodo anche a Balkh, che fu tra le altre cose pure il luogo di nascita del poeta medievale persiano Rumi, il fondatore dell'Ordine Mawlawiyya (vedi derviscio) del Sufismo.
I numerosi riferimenti buddhisti presenti nella letteratura persiana del periodo forniscono anche prove di contatto culturale islamico-buddista. La poesia persiana usava spesso la similitudine per i palazzi che erano definiti "belli come un Nowbahar [Nava Vihāra]"; inoltre sia a Nava Vihara che a Bamiyan, le immagini del Buddha - in particolare quelle di Maitreya, il Buddha del futuro - avevano "dischi di luna" o aureola rappresentati iconograficamente dietro o tutt'attorno alle loro teste. Ciò ha portato alla rappresentazione poetica della pura bellezza come qualcuno che ha "la faccia a forma di luna di un Buddha".
Così i poemi persiani dell'XI secolo, come Varqe e Golshah di Ayyuqi, utilizzano la parola budh con una connotazione positiva per "Buddha", non con il suo secondo significato dispregiativo in quanto "idolo". Una tale connotazione positiva implica l'ideale della bellezza asessuale sia negli uomini che nelle donne. Codesti riferimenti indicano che sia i monasteri buddisti sia le immagini erano presenti nelle aree culturali della Grande Persia almeno fino al primo periodo dell'impero mongolo nel XIII secolo o, almeno, che un'eredità buddhista è rimasta mantenuta per secoli tra i neo-convertiti all'Islam.

### Storia successiva
Altri sovrani religiosi, come il cinquecentesco mongolo Altan Khan, invitarono i maestri buddhisti nel loro regno e proclamarono quella filosofia d'impronta religiosa quale credo ufficiale della terra per aiutare a unificare la loro gente e consolidare il loro dominio.
Nel processo potrebbero aver proibito certe pratiche di religioni indigene non buddhiste e persino perseguitato coloro che le avevano seguite, ma tali pesanti decisioni e scelte vennero principalmente motivate con finalità eminentemente politiche. Questi governanti ambiziosi non hanno mai costretto i loro sudditi ad adottare forme buddhiste di credo o culto: ciò non ha mai fatto parte del credo religioso di marca orientale.

## Percentuale buddista per paese
Di seguito sono riportate le % di buddhisti in alcuni paesi dell'Asia centrale; i dati provengono e sono tratti da molte fonti diverse:
| Bandiera nazionale | Stato        | Popolazione (dati del 2007) | % di buddhisti | Buddhisti in numeri assoluti |
| ------------------ | ------------ | --------------------------- | -------------- | ---------------------------- |
|                    | Kazakistan   | 15.422.000                  | 0,50%          | 81.843                       |
|                    | Kirghizistan | 5.317.000                   | 0,35%          | 18.610                       |
|                    | Tagikistan   | 7.076.598                   | 0,1%           | 7.076                        |
|                    | Turkmenistan | 5.097.028                   | 0,1%           | 5.097                        |
|                    | Uzbekistan   | 27.780.059                  | 0,1%           |                              |